# Zamarada excisa
Zamarada excisa là một loài bướm đêm trong họ Geometridae.